# Pseudoschmidtia hyaletes
Pseudoschmidtia hyaletes är en insektsart som först beskrevs av Rehn, J.A.G. och J.W.H. Rehn 1945.  Pseudoschmidtia hyaletes ingår i släktet Pseudoschmidtia och familjen Euschmidtiidae. Inga underarter finns listade i Catalogue of Life.